# Podunavlje (région)
Pour les articles homonymes, voir Podunavlje.

Podunavlje (en serbe cyrillique : Подунавље) est le nom de la partie du bassin du Danube située en Serbie (Voïvodine et Serbie centrale) et en Croatie (Slavonie, Syrmie et Baranja).

## Histoire
Dans la première moitié du XVIIIe siècle, sous les Habsbourg, la région de Podunavlje faisait partie de la Save-Danube (Posavina-Podunavlje) de la frontière militaire. La section Podunavlje de la Frontière comprenait des parties du sud de la Bačka et du nord de la Syrmie, avec des villes comme Petrovaradin, Šid, Bačka Palanka, Bački Petrovac, Petrovaradinski Šanac (Novi Sad) et Titel. 

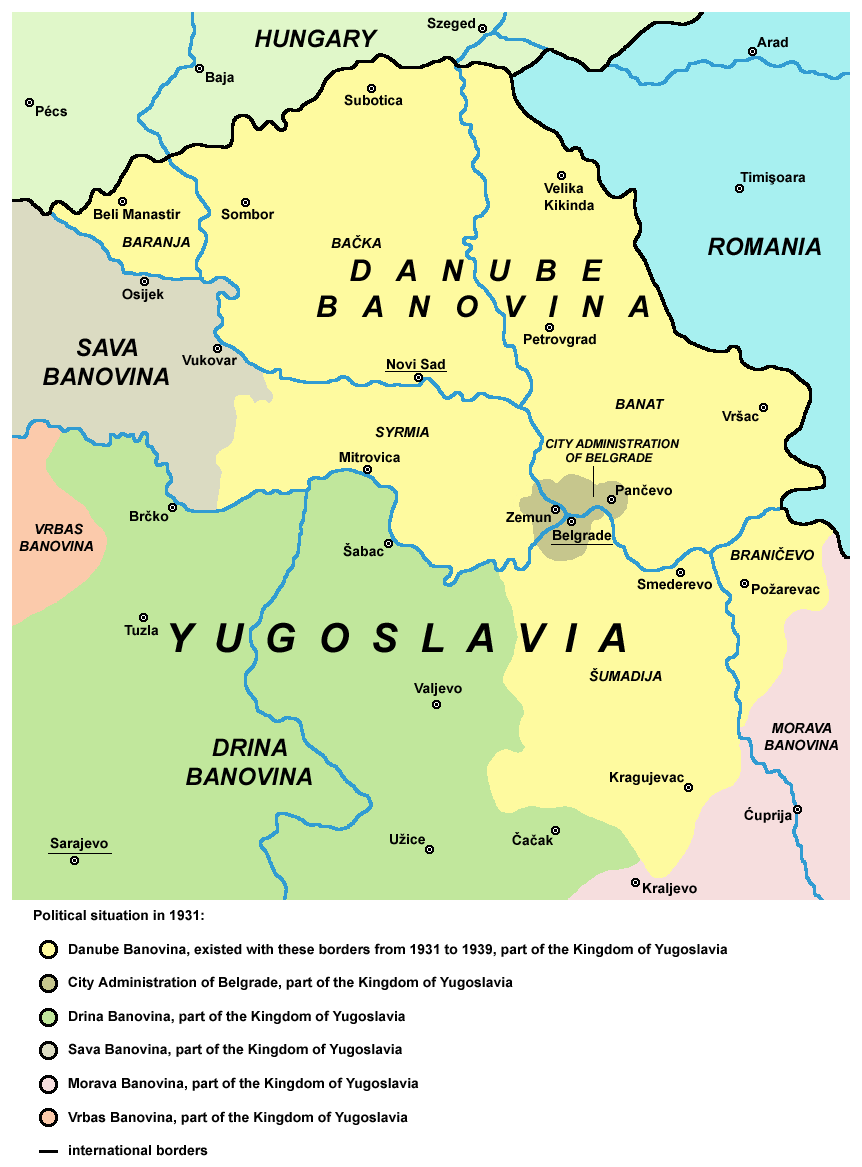
Carte de la banovine du Danube

Entre 1922 et 1929, l'oblast de Podunavlje fut une subdivision administrative du royaume des Serbes, Croates et Slovènes ; il incluait des parties des régions de Šumadija et du Banat et il avait comme centre la ville de Smederevo. Entre 1929 et 1941, une des provinces du royaume de Yougoslavie était connue sous le nom de banovine du Danube ; cette province regroupait les régions géographiques de Syrmie, Bačka, Banat, Baranja, Šumadija et Braničevo ; la capitale de ce Banovina était Novi Sad. En 1941, les puissances de l'Axe occupèrent la province. La Bačka et la Baranja furent rattachées à la Hongrie de Miklós Horthy, tandis que la Syrmie était rattachée à l'État indépendant de Croatie. Le reste de l'ancienne Banovina du Danube (le Banat, la Šumadija et Braničevo) faisait partie de la Serbie occupée par les nazis. Smederevo est aujourd'hui la capitale du district serbe de Podunavlje.
Entre 1980 et 1989, Podunavlje fut également le nom d'une des sept anciennes municipalités formant la ville de Novi Sad en Serbie. 
En réaction à la déclaration d'indépendance de la Croatie le 25 juin 1991, une région autonome serbe, la Slavonie orientale (parfois appelée Podunavska Krajina par les Serbes ou Podunavlje croate par les Croates), fut déclarée le 25 juin 1991 dans la partie occidentale de la région de Podunavlje, région dépendant de la RS Croatie mais dans laquelle vivait une importante minorité serbe (32 %). La Slavonie orientale était intégrée à la république serbe de Krajina entre 1991 et 1995. Les combats dans cette région furent très violent, notamment lors de la bataille de Vukovar. Passé sous contrôle de l'ONU en 1995, la Slavonie orientale fut réintégrée pacifiquement à la Croatie en 1998 à l'exception de l'île de Vukovar et de l'île de Šarengrad toujours sous contrôle de la Serbie.

## Villes importantes

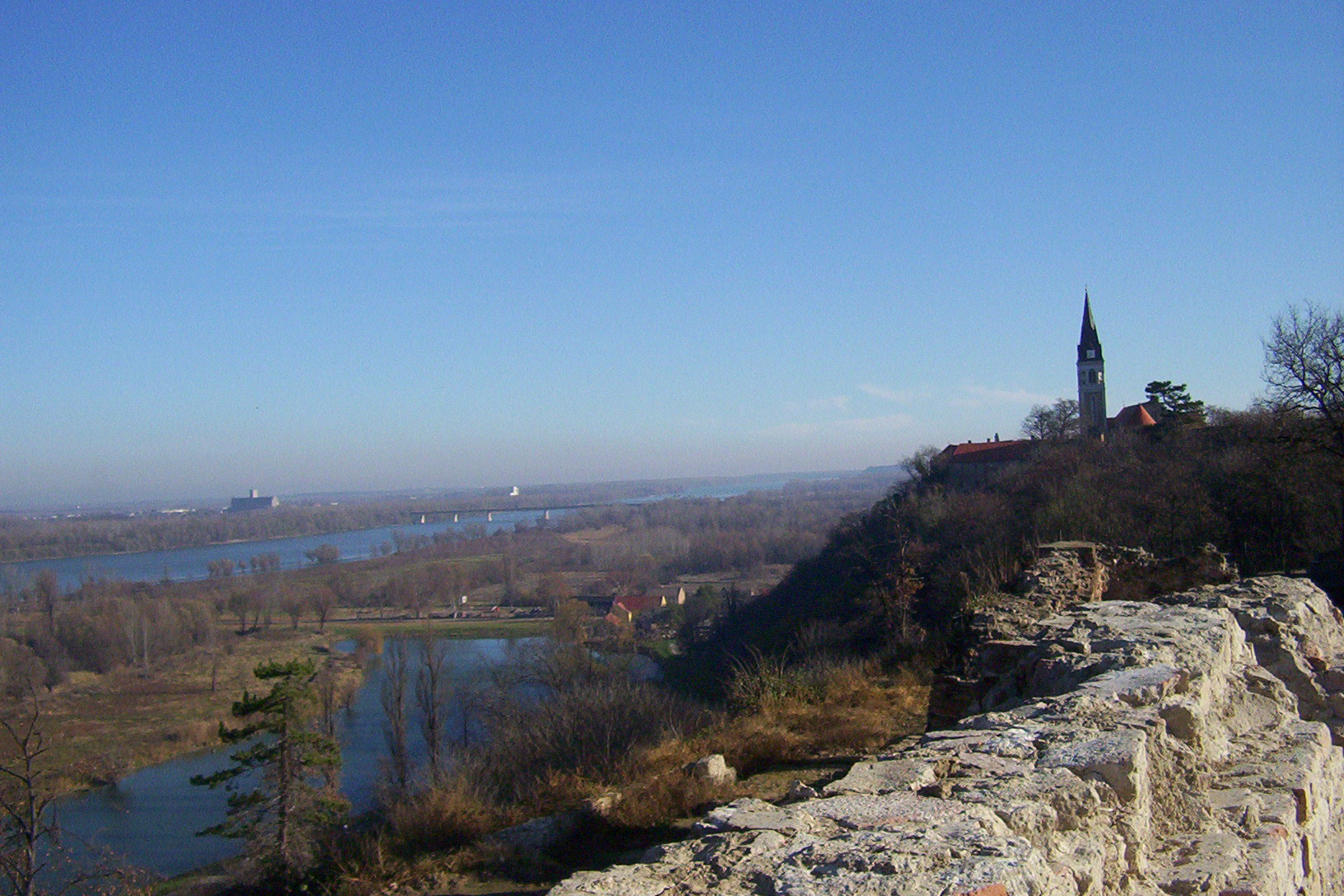
Bačka Palanka vue depuis la forteresse d'Ilok

En Serbie :
- Apatin
- Bačka Palanka
- Beočin
- Futog
- Veternik
- Novi Sad, capitale de la Voïvodine
- Sremska Kamenica
- Petrovaradin
- Sremski Karlovci
- Zemun
- Belgrade, capitale de la Serbie
- Pančevo
- Smederevo
- Kovin
- Kostolac
- Veliko Gradište
- Kladovo

En Croatie :
- Borovo
- Vukovar
- Ilok

## Galerie

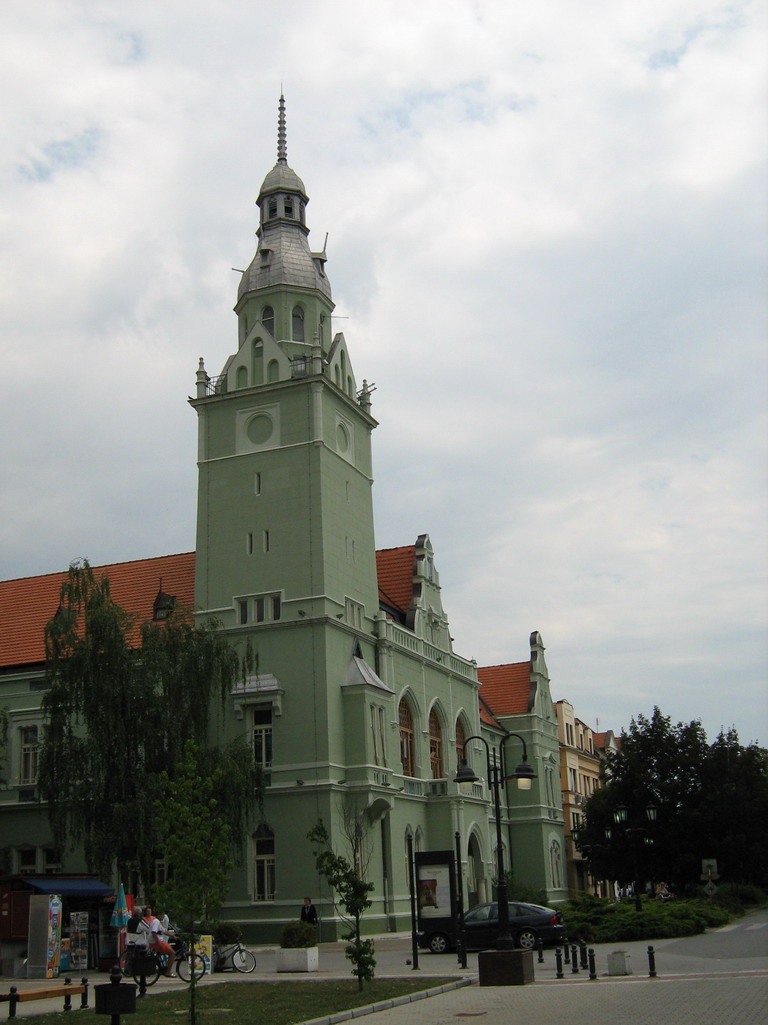
L'Hôtel de ville d'Apatin
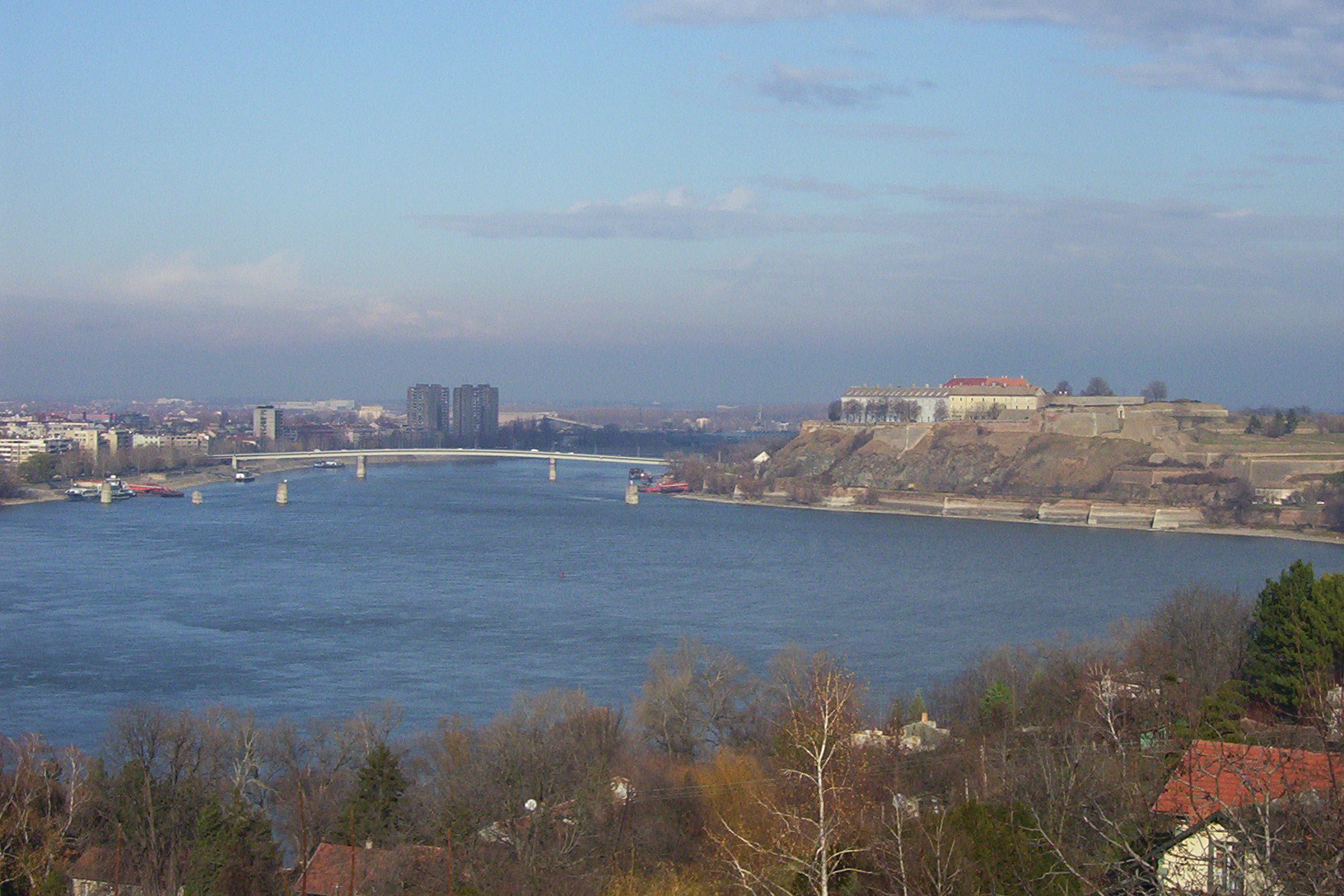
Le Danube à Novi Sad
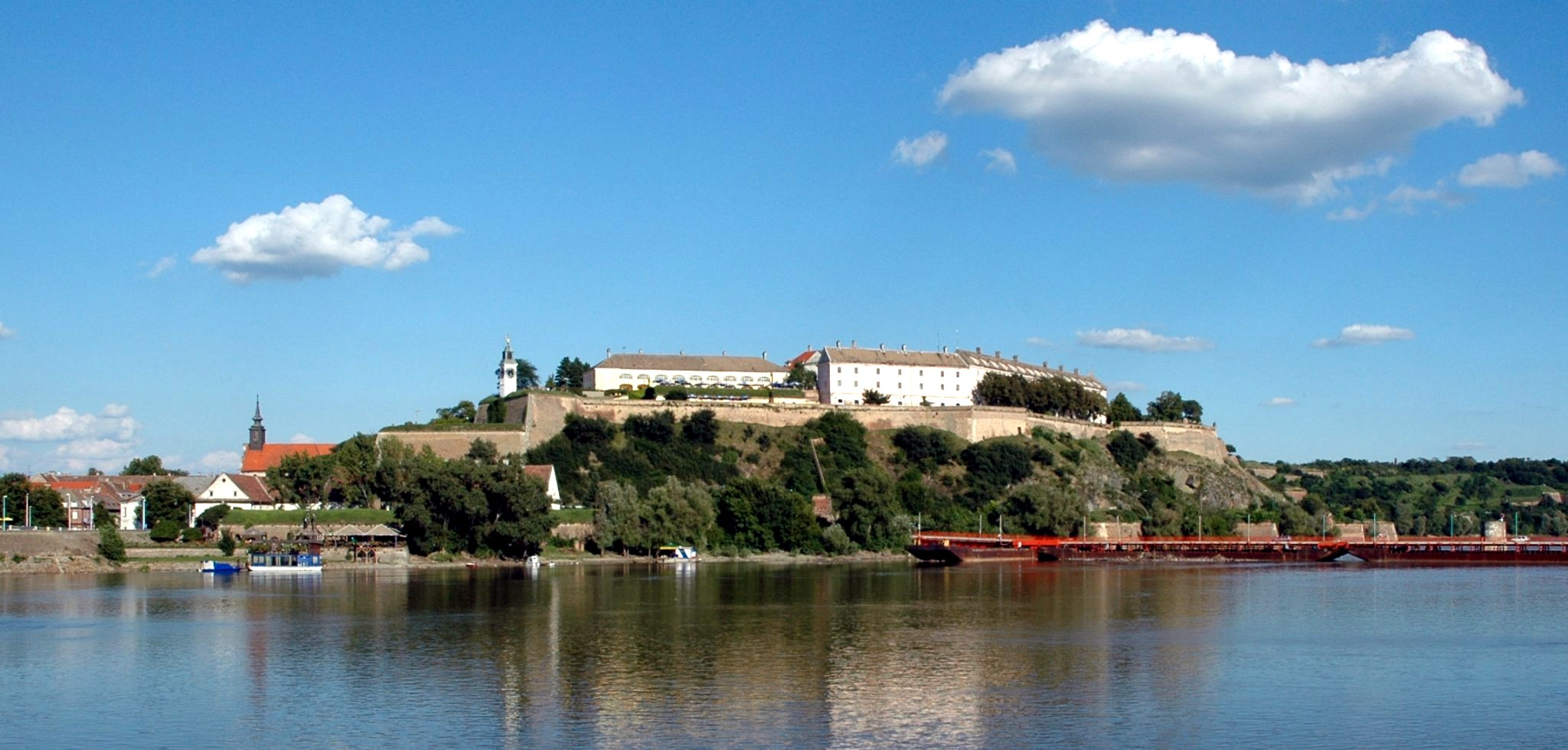
La forteresse de Petrovaradin
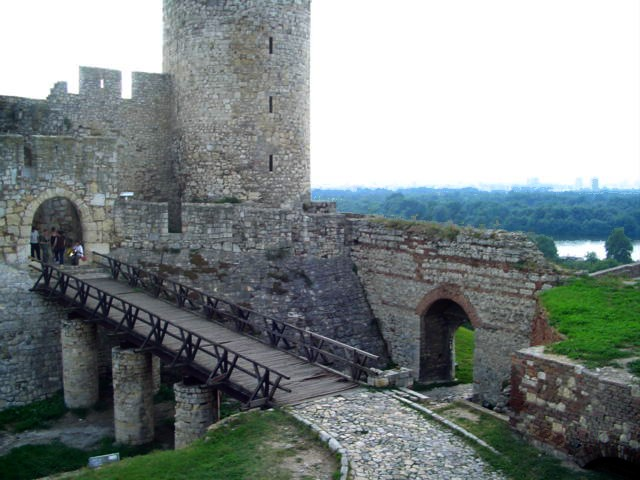
La forteresse de Belgrade
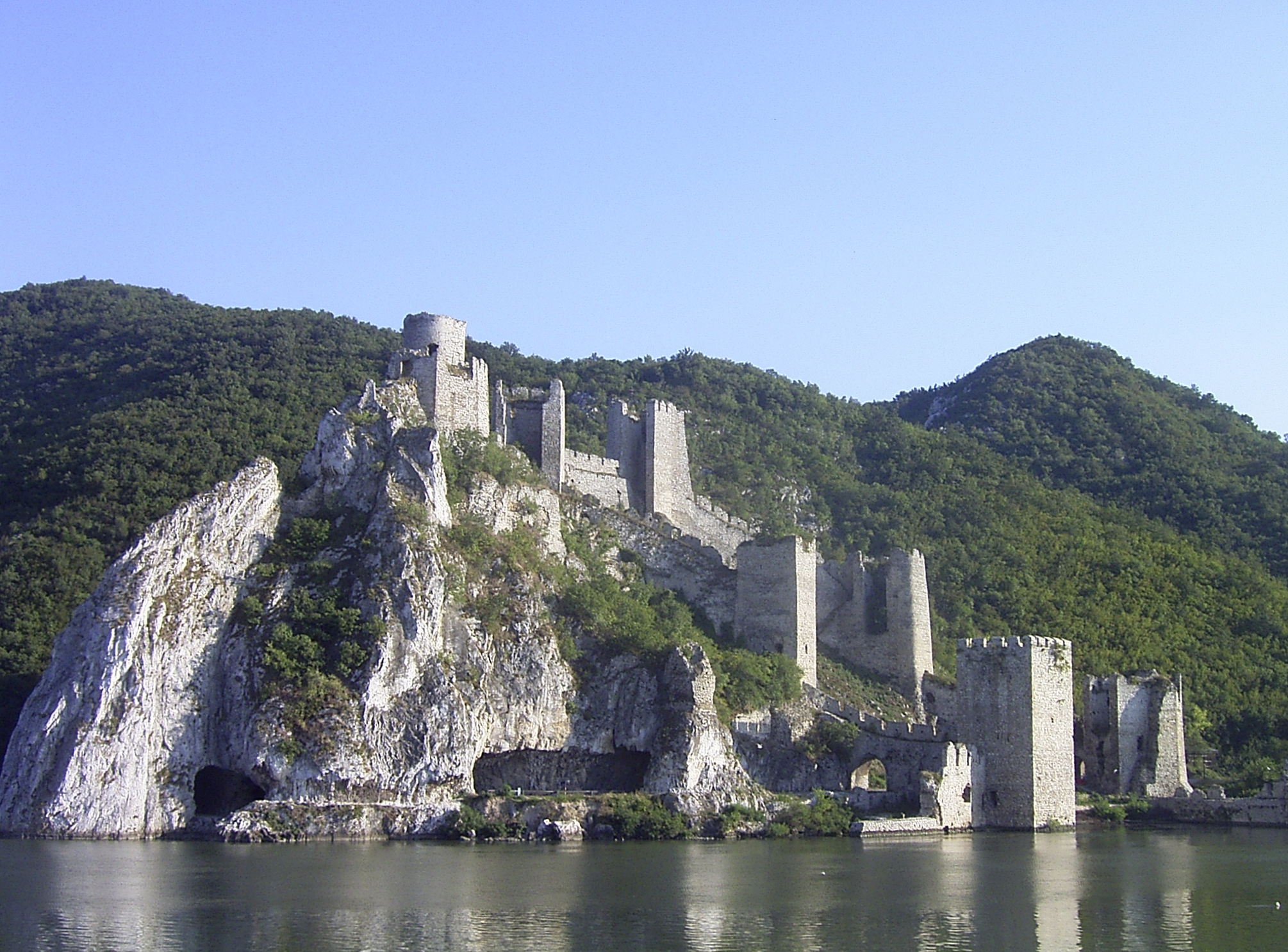
La forteresse de Golubac
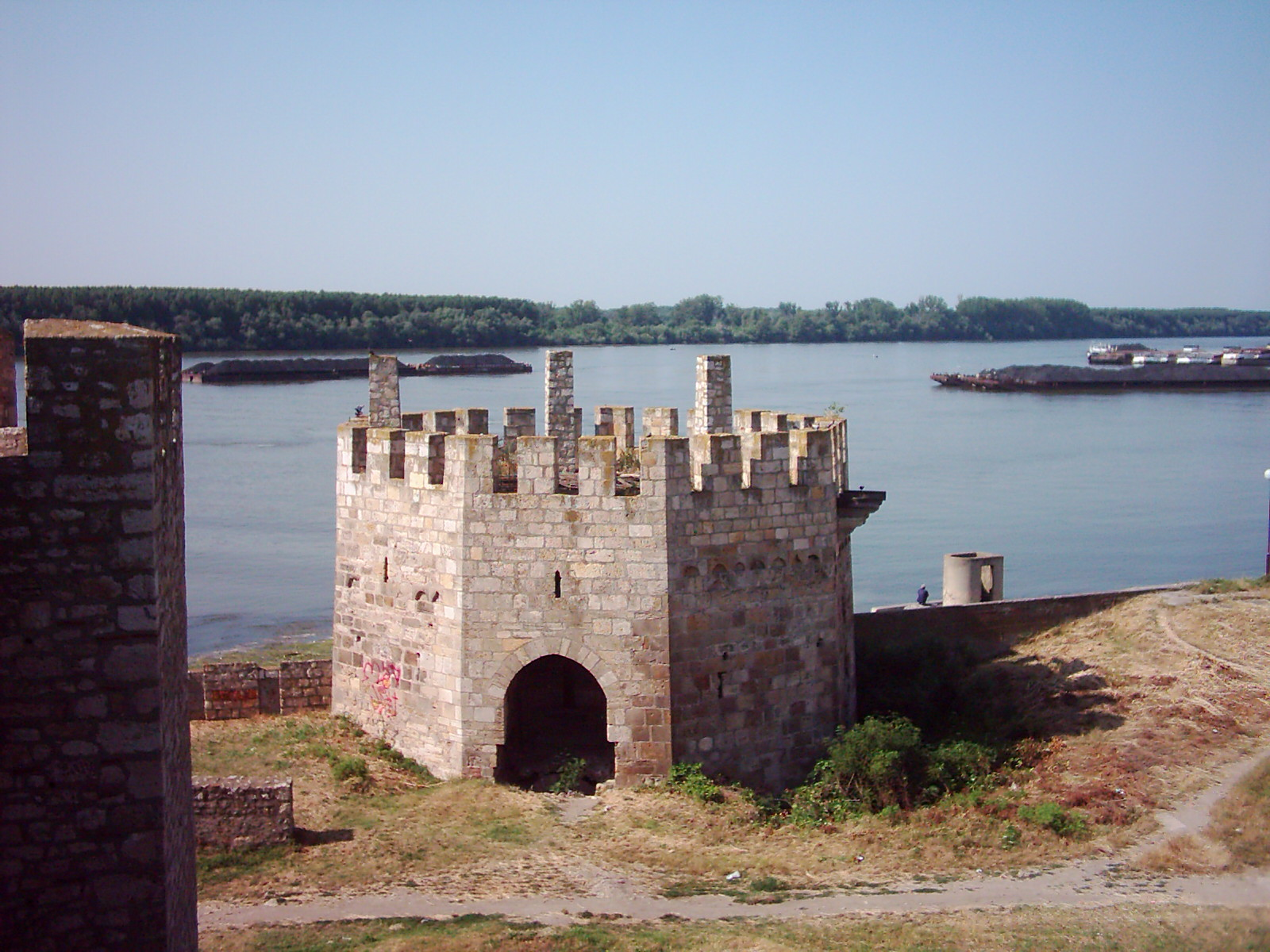
Une tour de la forteresse de Smederevo
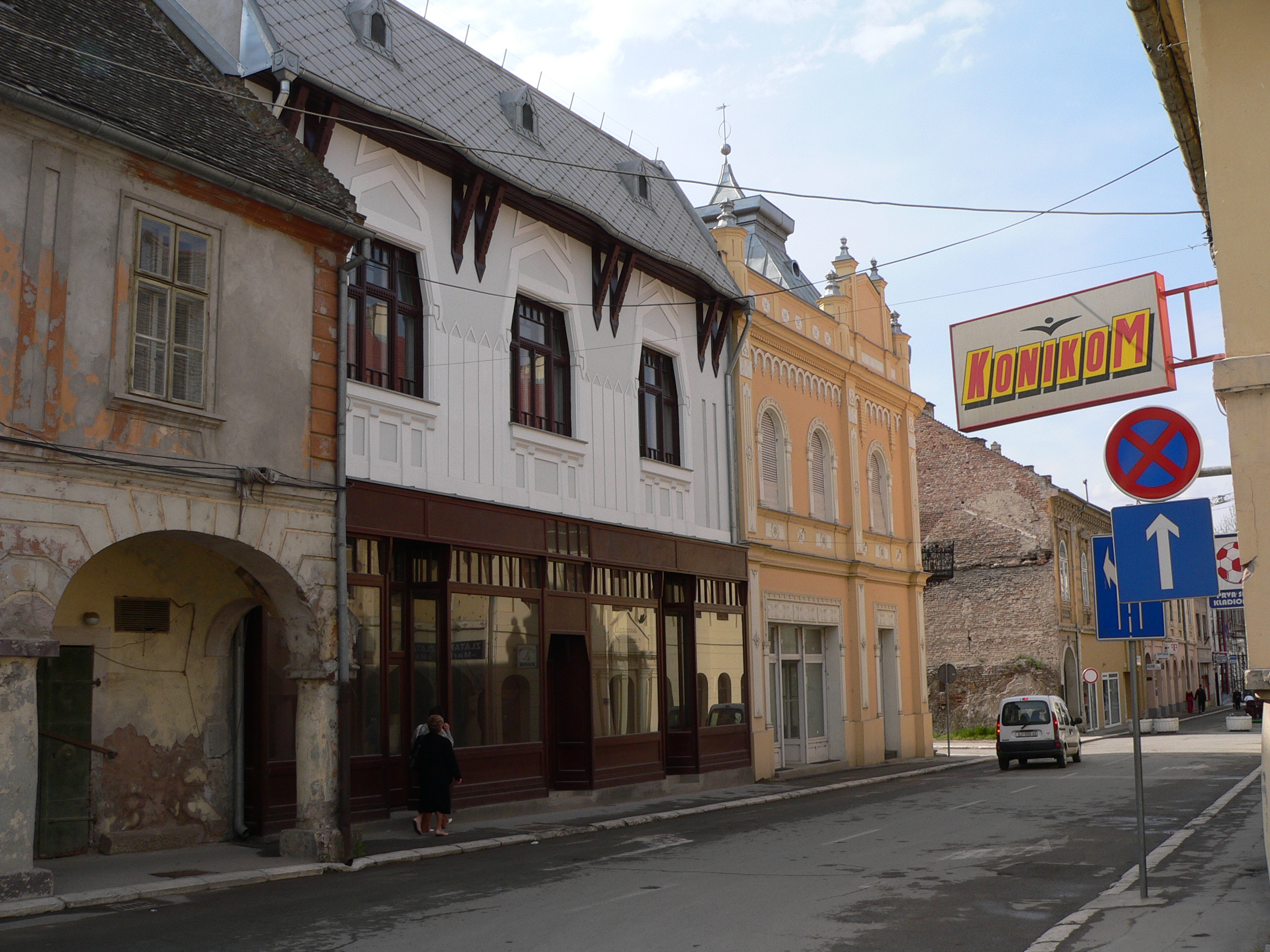
Vukovar
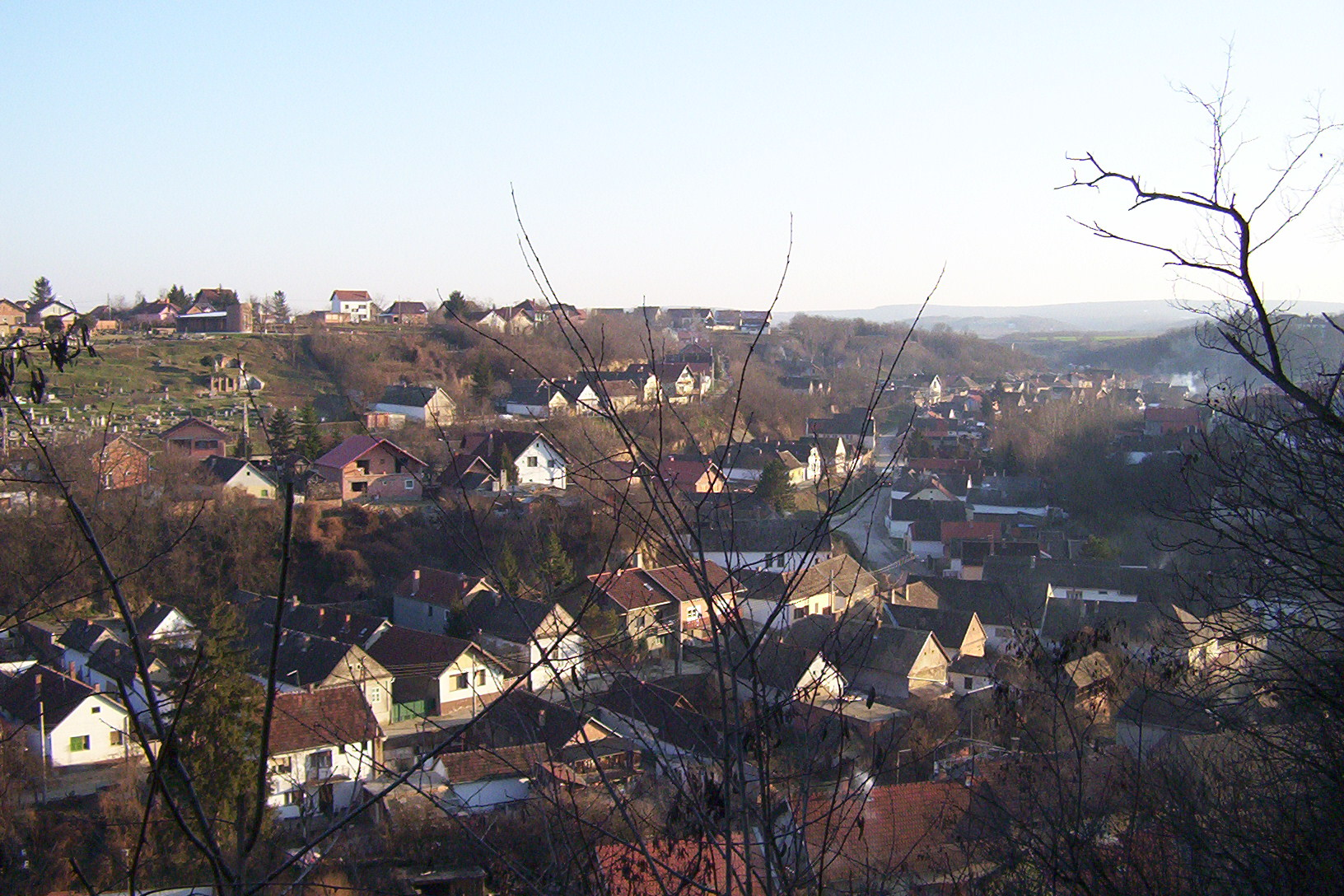
Ilok